# Sarah Lafleur
Sarah Lafleur (Canada, 27 januari 1980) is een Canadese actrice en stemactrice.

## Carrière
Lafleur begon in 1995 met acteren als stemactrice in de animatieserie Sailor Moon, waarna zij nog meerdere rollen speelde in televisieseries en films. Zij is onder anderen meer bekend van Ugly Betty (2008-2009) en My Fair Wedding (2008-2013).

## Filmografie

### Films
- 2008 Untitled Victoria Pile Project - als rechercheur Maria Fantozzi
- 2007 Lake Placid 2 - als Emily
- 2004 Shall We Dance? - als Carolyn
- 2002 Master Spy: The Robert Hanssen Story - als Kimberly Lichtenberg
- 2002 Terminal Invasion - als Sarah Philips
- 2002 Blocked - als ideale vrouw
- 2002 Pretend You Don't See Her - als receptioniste fitnesscentrum
- 2001 Jackie, Ethel, Joan: The Women of Camelot - als Marilyn Monroe
- 2000 Who Killed Atlanta's Children? - als secretaresse
- 2000 Daydream Believers: The Monkees' Story - als Carla
- 2000 Sex & Mrs. X - als meid

### Televisieseries
Uitgezonderd eenmalige gastrollen.
- 2008-2009 Ugly Betty - als Molly - 16 afl.
- 2005 Sex, Love & Secrets - als Marjorie - 2 afl.
- 2003 Playmakers - als Beth Havens - 3 afl.
- 1995-2000 Sailor Moon - als Sailor Uranus (stem) - 41 afl.
- 2000 The City - als Jen - 2 afl.
- 1998 History Bites - als diverse karakters - 3 afl.